# Perigi (Suela)
Perigi is een bestuurslaag in het regentschap Oost-Lombok van de provincie West-Nusa Tenggara, Indonesië. Perigi telt 7388 inwoners (volkstelling 2010).